# Fußball-Bremen-Liga 2020/21
Die Saison 2020/21 der Bremen-Liga war die 73. Spielzeit der Fußball-Bremen-Liga und die 27. als fünfthöchste Spielklasse in Deutschland. Sie wurde am 4. September 2020 mit der Partie des Bremer SV gegen den FC Union 60 Bremen eröffnet, am 22. Oktober 2020 unter- und am 13. April 2021 schließlich abgebrochen und annulliert.

## Auswirkungen der COVID-19-Pandemie
Auf einem außerordentlich Verbandstag Anfang Juni 2020 wurde final über den Abbruch der vorherigen Spielzeit der Bremen-Liga entschieden. Da nicht jeder Teilnehmer dieselbe Anzahl an absolvierten Partien vorzuweisen hatte, wurde auf Basis der letzten bekannten Tabellenkonstellation ab der Oberliga abwärts die Quotientenregel angewandt (Punkteschnitt pro absolviertem Spiel) und der FC Oberneuland zum Aufsteiger in die Regionalliga Nord erklärt. Darüber hinaus gab es keine Abstiege in die oder aus der Bremen-Liga, die drei quotientenstärksten Mannschaften aus der Landesliga durften aufsteigen.
Am 22. Oktober 2020 gab der Verband die pandemiebedingte Einstellung des Spielbetriebs ab der Oberliga abwärts bis auf Weiteres bekannt. Er entschied darüber hinaus am 4. Dezember, die Saison bis Juni 2021 zu verlängern, jedoch nurmehr die Hinrunde abzuschließen und auf eine Rückserie zu verzichten. Die Tabelle nach 153 absolvierten Partien hätte dann letztendlich die Abschlusstabelle dargestellt. Ende März 2021 war aber immer noch keine weitere Partie ausgetragen worden, weshalb am 13. April der Saisonabbruch beschlossen wurde. Während keine sportlichen Abstiege aus der oder Aufstiege in die Bremen-Liga in Betracht gezogen werden, würde wie bereits im Vorjahr mittels der Quotientenregel eine Abschlusstabelle berechnet, um einen Teilnehmer an der Aufstiegsrunde zur Regionalliga zu ermitteln.
Ende April gab der NFV die Aussetzung von Abstiegen aus der sowie Aufstiegen in die Regionalliga zur Spielzeit 2021/22 bekannt.

## Teilnehmer
Für die Spielzeit 2020/21 hatten sich folgende Vereine sportlich qualifiziert:
- die verbleibenden Mannschaften aus der Bremen-Liga 2019/20:
  - TuS Schwachhausen
  - Brinkumer SV
  - SFL Bremerhaven
  - Bremer SV
  - SV Hemelingen
  - Blumenthaler SV
  - SC Borgfeld
  - SG Aumund-Vegesack
  - ESC Geestemünde
  - BSC Hastedt
  - Leher Turnerschaft
  - FC Union 60 Bremen
  - Bremer TS Neustadt
  - Habenhauser FV
  - Werder Bremen III
- die zum Aufstieg gemeldeten Mannschaften aus der Landesliga Bremen 2019/20:
  - OSC Bremerhaven (Quotientenmeister)
  - Vatan Sport Bremen (Quotientenzweiter)
  - TuS Komet Arsten (Quotientendritter)

## Tabelle

### Tabelle zum Zeitpunkt des Saisonabbruchs
| Pl.             | Verein                 | Sp. | S | U | N | Tore    | Diff. | Punkte |
| --------------- | ---------------------- | --- | - | - | - | ------- | ----- | ------ |
| 1.              | Brinkumer SV           | 8   | 7 | 1 | 0 | 026:800 | +18   | 22     |
| 2.              | Bremer SV              | 8   | 7 | 1 | 0 | 025:800 | +17   | 22     |
| 3.              | SFL Bremerhaven        | 8   | 6 | 1 | 1 | 023:150 | +8    | 19     |
| 4.              | Leher Turnerschaft     | 8   | 5 | 2 | 1 | 017:600 | +11   | 17     |
| 5.              | ESC Geestemünde        | 8   | 4 | 1 | 3 | 027:220 | +5    | 13     |
| 6.              | Blumenthaler SV        | 8   | 3 | 3 | 2 | 018:120 | +6    | 12     |
| 7.              | Vatan Sport Bremen (N) | 6   | 4 | 0 | 2 | 014:130 | +1    | 12     |
| 8.              | TuS Schwachhausen      | 6   | 3 | 1 | 2 | 017:900 | +8    | 10     |
| 9.              | SG Aumund-Vegesack     | 8   | 2 | 3 | 3 | 012:140 | −2    | 09     |
| 10.             | Habenhauser FV         | 8   | 3 | 0 | 5 | 013:190 | −6    | 09     |
| 11.             | TuS Komet Arsten (N)   | 7   | 2 | 2 | 3 | 007:900 | −2    | 08     |
| 12.             | SV Hemelingen          | 7   | 2 | 2 | 3 | 016:220 | −6    | 08     |
| 13.             | SC Borgfeld            | 8   | 2 | 1 | 5 | 015:310 | −16   | 07     |
| 14.             | BSC Hastedt            | 8   | 2 | 0 | 6 | 013:190 | −6    | 06     |
| 15.             | Bremer TS Neustadt     | 8   | 2 | 0 | 6 | 022:290 | −7    | 06     |
| 16.             | OSC Bremerhaven (N)    | 7   | 1 | 2 | 4 | 009:150 | −6    | 05     |
| 17.             | FC Union 60 Bremen     | 7   | 1 | 1 | 5 | 010:200 | −10   | 04     |
| 18.             | Werder Bremen III      | 8   | 1 | 1 | 6 | 009:220 | −13   | 04     |
| Stand: Endstand |                        |     |   |   |   |         |       |        |

| Legende | Legende | (N) | Aufsteiger aus der Landesliga 2019/20: OSC Bremerhaven, Vatan Sport Bremen, TuS Komet Arsten |

### Tabelle nach Quotientenregelung
| Pl. | Verein             | Spiele | Punkte | Ø Punkte |
| --- | ------------------ | ------ | ------ | -------- |
| 01. | Brinkumer SV L     | 8      | 22     | 2,75     |
| 01. | Bremer SV L        | 8      | 22     | 2,75     |
| 03. | SFL Bremerhaven    | 8      | 19     | 2,38     |
| 04. | Leher Turnerschaft | 8      | 17     | 2,13     |
| 05. | Vatan Sport Bremen | 6      | 12     | 2,00     |
| 06. | TuS Schwachhausen  | 6      | 10     | 1,67     |
| 07. | ESC Geestemünde    | 8      | 13     | 1,63     |
| 08. | Blumenthaler SV    | 8      | 12     | 1,50     |
| 09. | TuS Komet Arsten   | 7      | 8      | 1,14     |
| 09. | SV Hemelingen      | 7      | 8      | 1,14     |
| 11. | SG Aumund-Vegesack | 8      | 9      | 1,13     |
| 11. | Habenhauser FV     | 8      | 9      | 1,13     |
| 13. | SC Borgfeld        | 8      | 7      | 0,88     |
| 14. | BSC Hastedt        | 8      | 6      | 0,75     |
| 14. | Bremer TS Neustadt | 8      | 6      | 0,75     |
| 16. | OSC Bremerhaven    | 7      | 5      | 0,71     |
| 17. | FC Union 60 Bremen | 7      | 4      | 0,57     |
| 18. | Werder Bremen III  | 8      | 4      | 0,50     |

## Kreuztabelle
Die Kreuztabelle stellt die Ergebnisse aller Spiele dieser Saison dar. Die Heimmannschaft ist in der linken Spalte, die Gastmannschaft in der oberen Zeile aufgelistet.
| 2020/21            | TuS Schwachhausen | Brinkumer SV | SFL Bremerhaven | Bremer SV | SV Hemelingen | Blumenthaler SV | SC Borgfeld | SG Aumund-Vegesack | ESC Geestemünde | BSC Hastedt | Leher Turnerschaft | FC Union 60 Bremen | Bremer TS Neustadt | Habenhauser FV | Werder Bremen III | OSC Bremerhaven | Vatan Spor Bremen | TuS Komet Arsten |
| ------------------ | ----------------- | ------------ | --------------- | --------- | ------------- | --------------- | ----------- | ------------------ | --------------- | ----------- | ------------------ | ------------------ | ------------------ | -------------- | ----------------- | --------------- | ----------------- | ---------------- |
| TuS Schwachhausen  |                   | –            | –               | 1:2       | –             | –               | 7:2         | –                  | –               | –           | 1:2                | –                  | –                  | –              | –                 | –               | –                 | –                |
| Brinkumer SV       | –                 |              | –               | –         | –             | –               | –           | –                  | –               | –           | –                  | 4:1                | 3:2                | 3:0            | –                 | –               | –                 | 1:0              |
| SFL Bremerhaven    | –                 | –            |                 | –         | –             | –               | –           | –                  | –               | 4:1         | –                  | –                  | 5:3                | 3:2            | –                 | –               | –                 | 1:0              |
| Bremer SV          | –                 | –            | –               |           | –             | –               | –           | 1:1                | 2:1             | –           | –                  | 2:1                | 4:3                | –              | –                 | –               | –                 | –                |
| SV Hemelingen      | –                 | –            | 1:4             | 0:9       |               | –               | 5:3         | –                  | –               | –           | –                  | –                  | –                  | –              | –                 | 1:1             | 7:1               | –                |
| Blumenthaler SV    | –                 | –            | –               | –         | 2:2           |                 | 2:2         | –                  | 6:1             | –           | 1:1                | –                  | –                  | –              | –                 | –               | –                 | –                |
| SC Borgfeld        | –                 | 0:7          | 2:3             | –         | –             | –               |             | –                  | –               | –           | –                  | –                  | –                  | –              | –                 | 4:3             | 0:3               | –                |
| SG Aumund-Vegesack | –                 | 2:2          | –               | –         | –             | –               | –           |                    | –               | –           | –                  | –                  | 0:2                | 4:1            | –                 | –               | –                 | –                |
| ESC Geestemünde    | –                 | 3:5          | 2:2             | –         | –             | –               | –           | 4:2                |                 | –           | –                  | –                  | –                  | –              | –                 | –               | –                 | –                |
| BSC Hastedt        | 2:3               | –            | –               | 1:2       | 2:0           | 3:1             | –           | –                  | –               |             | –                  | –                  | –                  | –              | 3:4               | –               | –                 | –                |
| Leher Turnerschaft | –                 | 0:1          | 4:1             | –         | –             | –               | –           | 2:0                | –               | –           |                    | –                  | –                  | –              | –                 | –               | 4:1               | –                |
| FC Union 60 Bremen | –                 | –            | –               | –         | –             | –               | –           | 2:2                | 0:4             | –           | 0:3                |                    | –                  | –              | –                 | –               | –                 | –                |
| Bremer TS Neustadt | –                 | –            | –               | –         | –             | –               | –           | –                  | 4:5             | –           | –                  | 3:6                |                    | –              | 3:1               | –               | –                 | –                |
| Habenhauser FV     | –                 | –            | –               | –         | –             | 0:3             | –           | –                  | –               | –           | –                  | 2:0                | 5:2                |                | 2:1               | –               | –                 | –                |
| Werder Bremen III  | –                 | –            | –               | –         | –             | –               | 1:2         | 0:1                | 1:7             | –           | 1:1                | –                  | –                  | –              |                   | –               | –                 | –                |
| OSC Bremerhaven    | 0:4               | –            | –               | 0:3       | –             | 1:2             | –           | –                  | –               | 3:0         | –                  | –                  | –                  | –              | –                 |                 | –                 | 1:1              |
| Vatan Sport Bremen | –                 | –            | –               | –         | –             | –               | –           | –                  | –               | 2:1         | –                  | –                  | –                  | 3:1            | –                 | –               |                   | 4:0              |
| TuS Komet Arsten   | 1:1               | –            | –               | –         | –             | 2:1             | –           | –                  | –               | –           | –                  | –                  | –                  | –              | 3:0               | –               | –                 |                  |
| Stand: Endstand    |                   |              |                 |           |               |                 |             |                    |                 |             |                    |                    |                    |                |                   |                 |                   |                  |